# پرسئوس مقدونی

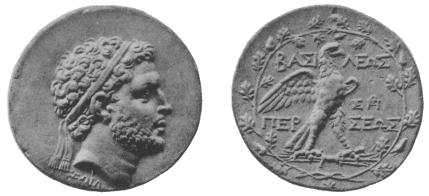
سکه پرسئوس مقدونی. به خط یونانی: " ΒΑΣΙΛΕΩΣ ΠΕΡΣΕΩΣ " (پادشاه برساووش)

پرسئوس مقدونی (انگلیسی: Perseus of Macedon) (به یونانی: Περσεύς) (۲۱۲–۱۶۶ قبل از میلاد)، آخرین پادشاه با عنوان (باسیلیوس) از دودمان آنتیگونی ــ دولت جانشین در مقدونیه باستان که پس از مرگ اسکندر مقدونی حکومت نمودند ــ بود.
پرسئوس پسر پادشاه فیلیپ پنجم مقدونی و همسر صیغه‌اش بود؛ بنابراین، او می‌ترسید که تاج و تخت ممکن است به برادر کوچکتر مشروع خود «دمتریوس» برسد، و به همین خاطر با طرح یک توطئه پدر خود را بر این باور نمود که برادرش یک خائن است که به نتیجه رسید و برادرش کشته شد. در سال ۱۷۹ قبل از میلاد فیلیپ پنجم مقدونی درگذشت و پرسئوس به تاج و تخت دست یافت.
پس از شکست پرسئوس در نبرد پیدنا (Pydna) در ۲۲ ژوئن ۱۶۸ پیش از میلاد؛ پسرش آندریکوس مقدونی مدعی حکومت شد ولی وی نیز نهایتاً مغلوب رومیان شد و در سال ۱۴۶ پیش از میلاد مقدونیه رسماً به عنوان یکی از استان‌های روم، تحت حکومت جمهوری روم آمد.